# 1230 в Україні

## Події
- Волинський князь Данило Романович захопив Галич і взяв угорського королевича Андрія Андрійовича в полон.
- Галицькі бояри у змові з Олександром Белзьким готували вбивство Данила, але його брат Василько випадково викрив змову.

## Особи

### Народились
- Роман Данилович (1230—1258) — князь Новогрудський (1254—1258).

## Засновані, зведені
- Судова Вишня